# Värmlands läns sanatorium

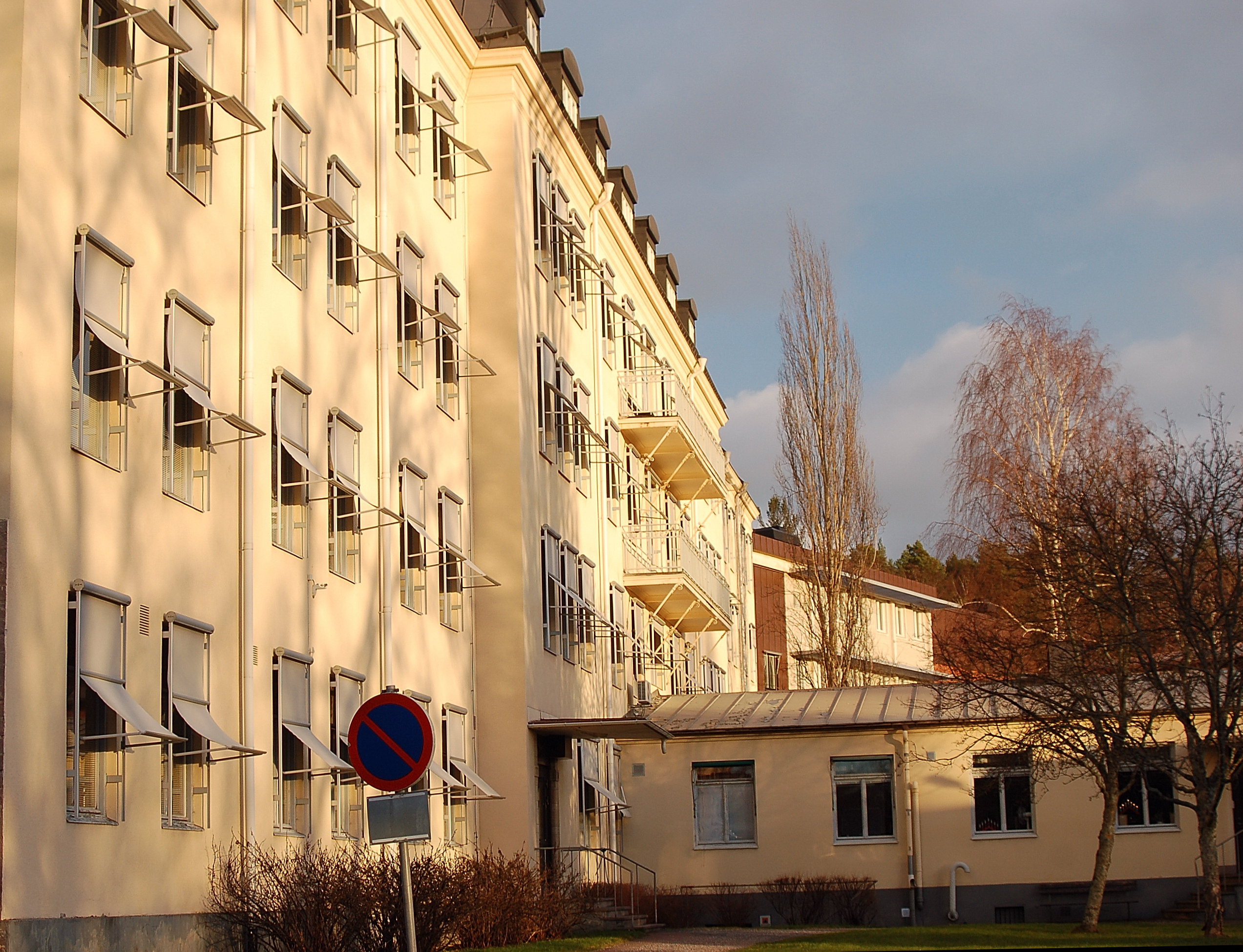
Före detta Värmlands läns sanatorium numera Arvika Sjukhus

Värmlands läns sanatorium, eller Centralsanatoriet, var ett sanatorium beläget i Arvika och verksamt från 1912 till 1980.

## Historia
Värmlands läns läkarförening tog 1904 initiativ till åtgärder för att bekämpa tuberkulosen inom länet. Till 1908 års landsting inkom en kommitté med förslag om ett centralt tuberkulossjukhus om 100 platser samt minst två tuberkulossjukstugor med 20-25 platser vardera. Vid sammanträde 23 september 1909 tog beslut om uppförande av ett tuberkulossjukhus i Gate (Arvika). 
Stadgar för Värmlands läns landstings tuberkulossjukhus antogs 1910 samt förslag till organisation och förvaltning av sjukhuset som skulle byggas i Gate (Arvika).  Invigningen av sanatoriet ägde rum den 19 januari 1912 och den första patienten togs emot den 8 februari samma år. 
År 1915 började centraldispensären sitt arbete och alla intagningar på allmän sal vid sanatoriet skedde via dispensären.
Behovet av vård för barn ökade och 1920 fanns en hel vårdavdelning belagd med barn. Skolgång för inneliggande barn hade ordnats sedan 1918. Beslut om en särskild barnpaviljong togs 1924. En sådan barnpaviljong för upp till 75 sjuka barn invigdes 1927 och antal vårdplatser uppgick detta år till 204. Den förbättrade vården och förbättrade sociala förhållanden i samhället medförde att behovet av vårdplatser för barn minskade successivt. Sista året, 1955, hade skolan bara två elever.
År 1962 övergick sanatoriet till att benämnas lungklinik. Vårdplatsantalet reducerades successivt och 1980 flyttade lungkliniken till Karlstads centralsjukhus.

## Byggnader
Byggmästare Johan Adolf Johansson var arkitekt till Stora sanatoriet som hade en monumental T-formad byggnadskropp i fyra våningar med sjukavdelningar och 131 vårdplatser. I byggnadens nederkant fanns utbyggda ligghallar för de obligatoriska liggturerna.  Från 1950-talet byggdes ett länsdelssjukhus upp runt Stora sanatoriet som fortfarande finns kvar omgivet av moderna byggnader.

### Barnsanatoriet
Barnsanatoriet ritades av Gustaf Birch-Lindgren. Byggnaden var hans första sanatorium. Barnpaviljongen innehöll 69 vårdplatser men kunde utökas till 75.  1958-60 byggdes barnpaviljongen om till medicinavdelningar på lasarettet, som byggts i närheten 1953. I slutet av 1990-talet flyttade de sista funktionerna ur byggnaden och efter årsskiftet 1998-99 kom den att stå tom för år för att år 2001 rivas.

### E-paviljongen
Efter andra världskrigets slut uppfördes även i Arvika en så kallad E-paviljong, betald av svenska staten, för tuberkulosvård av tyska och baltiska koncentrationslägerfångar. Byggnaden inrymde 44 vårdplatser. Vårdbehovet minskade dock snabbt och i början av 1950-talet blev huset långvårdsklinik. Byggnaden kom med tiden att betecknas som helt otidsenlig trots renovering och revs 1995.

### Kapellet
Med hänsyn både till patienter och anhöriga placerades obduktions- och bårhuset i skogsområdet i norr, utom synhåll från sanatoriet. Byggmästare Johansson ritade huset 1911 i gotikinspirerad tegelarkitektur. År 1931 byggdes bårhuset till med ett kapell, efter ritningar av arkitekt Birch-Lindgren. Till den interiöra utsmyckningen anlitades konstnären Bo Fjaestad som snidade altarets krucifix och konstsmeden Lars Holmström som tillverkade altarstakar och vägglampetter i mässing. Antependiet broderades av sanatoriets sköterskor. Kapellet invigdes 1932 av biskop J A Eklund. Det revs 1971.

### Personalbostäder
Varje sanatorium vid den tiden hade en ståtlig överläkarbostad som avspeglade överläkarens särställning som chef på sanatoriet. Bostaden fick en tidsenlig varierad panelarkitektur med en fantasifull vinklad byggnad i 2 1/2 plan. 1944 byggdes en ny överläkarbostad, varefter den äldre villan byggdes om till bostadshus för underläkarna (fyra lägenheter). Den gamla villan revs 1983, trots att den bedömts som särskilt beaktansvärd av Värmlands Museum. Den nya överläkarbostaden, Skogsvillan, blev ett funktionalistiskt inslag i sjukhusmiljön. Den så kallade Vaktmästarvillan byggdes under åren 1924-25 som tjänstebostad för vaktmästaren, maskinisten och ogift manlig personal. Sysslomannen hade en egen tjänstebostad, något mindre än överläkarens.

## Sanatorieparken
Parken kring sanatoriet var 30 hektar stor och omringad av nätstaket med grindar som låstes på kvällarna. Den var ritad av länsträdgårdsmästare Johannes Richter, med patienternas kurgångar, gräsplaner, planteringar, frukt- och köksträdgård . För patienternas promenader, enligt överläkarens ordination, fanns 2700 meter så kallade kurvägar, grusade och utan större backar. På jämna avstånd stod vilsoffor och skyltar med olika häradsnamn för orienteringen. Så småningom tillkom en liten damm med näckrosor, en minigolfbana och två större sandlådor, en för pojkar och en för flickor. I samband med sanatoriets omvandling till länsdelssjukhus omvandlades stora delar av den forna sjukhusparken till byggnadsplatser och parkeringsplatser.

## Överläkare
- Svederus Hjalmar (1912-13)
- Labatt Arvid (1913-1942)
- Lemming Rolf (1942-1969)
- Lovén Nils-Anders (1969-1980)